# Death of the album
«Death of the album» es una frase del inglés utilizada para describir la disminución percibida del álbum musical en el siglo XXI.

## Contexto
«Death of the album» se ha utilizado para describir el poco interés del consumidor y sus expectativas cambiantes al álbum tradicional en el siglo XXI, muchas veces atribuida a las descargas de música en Internet. Esto ha causado a que algunos artistas, especialmente bandas, hayan comenzado a lanzar una serie de sencillos o EPs para atraer la atención del consumidor promedio.

## Reportes
Desde finales de 1990 se han hecho reportes sobre las pérdidas y descensos en ventas de los álbumes musicales. Por ejemplo, entre el período de 1999 hasta el 2009 fue la época de mayor decline con una disminución de $USD 14,6 a 6,3 mil millones. En el reporte del primer trimestre del 2016, Billboard informó que había sido el año con el descenso más grande en consumo de música desde que Nielsen Soundscan empezó a operar en 1991. En el formato CD, solamente se había vendido 40 millones en todos los Estados Unidos durante ese semestre. En el formato digital, los álbumes incluso han presentado alti bajos en los principales mercados musicales, con un deceso del 6 % durante el 2014 cuando se despacharon 257 millones de álbumes en todo el mundo. En el 2015, solamente se vendieron 241 millones; de ellas 126 millones en formato físico y 103 millones en descargas legales.

## Críticas
Tras el cambio en la industria musical por el interés de los consumidores en el formato del álbum y las ventas de los artistas, muchos expertos en música han denominado a algunos artistas como «cantantes de sencillos» y han generado variedad de opiniones.
Sebas E. Alonso del sitio Jenesaispop analizó que el streaming se «está comiendo» la venta de álbumes y descargas de discos. Aquí, el autor de referencia pone como ejemplo el Billboard 200, quienes combinan el streaming con la descarga de cualquier canción. Alonso opina que esto ha convertido al Billboard 200 en una de las peores realizadas y elaboradas listas de nuestro tiempo. Explica que algunos álbumes que han fracasado están arrasando en realidad y viceversa. En este punto, él alaba el hecho de que la lista de álbumes principales del Reino Unido combina el stream de temas pero las dos pistas más escuchadas del cantante de cada disco no cuentan. Así, si el artista tiene tres influirá un poco en las ventas del disco, o si tiene más contará como un signo claro de que el álbum entero es del gusto general del público.
Al momento de publicar el artículo el 24 de marzo del 2016, Alonso nombró como ejemplos a artistas tales como Rihanna, Beyoncé, Drake, Selena Gomez, Mike Posner, Flo Rida o Major Lazer. En el caso de Rihanna, él ilustra que el álbum Anti al momento de ser número uno en la lista principal de Billboard durante su octava semana, se debía a que el 70 % eran por streaming y descargas de «canciones sueltas». Por ejemplo, aquí él señala que la canción «Work» arrasaba, pero el disco no, ya que la semana pasada el álbum solo había vendido 16 000 copias, «por lo que debería ser más bien top 10 que top 1».  «No está nada mal, pero no es lo mismo», indicó.
Alonso explica que este es un fenómeno en Internet ya que existe una fuerte rivalidad entre las bases de fanes de las cantantes femeninas y muy poco entre los cantantes masculinos. Además el autor puso de manera paralela, el ejemplo de que artistas masculinos llegaban a las listas de popularidad sobre sencillos y fracasaban en las de álbumes. En este punto, señaló que muchos llegaban al número uno por las colaboraciones que hacían con artistas femeninas. Él puso de ejemplo a artistas como Justin Timberlake, Kanye West, David Guetta, Calvin Harris, Bruno Mars o Sam Smith.